# Nemesládony
Nemesládony é um município da Hungria, situado no condado de Vas. Tem 5,67 km² de área e sua população em 2015 foi estimada em 143 habitantes.